# Joe McPhee

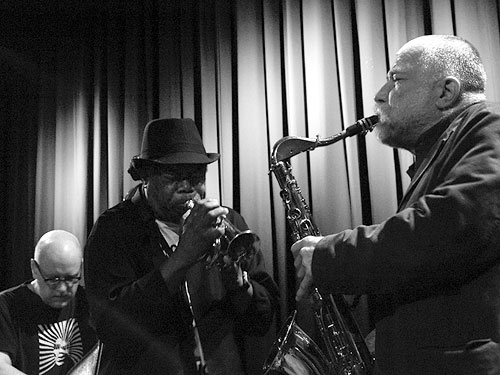
Joe McPhee, Peter Brötzmann e Kent Kessler durante un concerto in Danimarca nel 2009

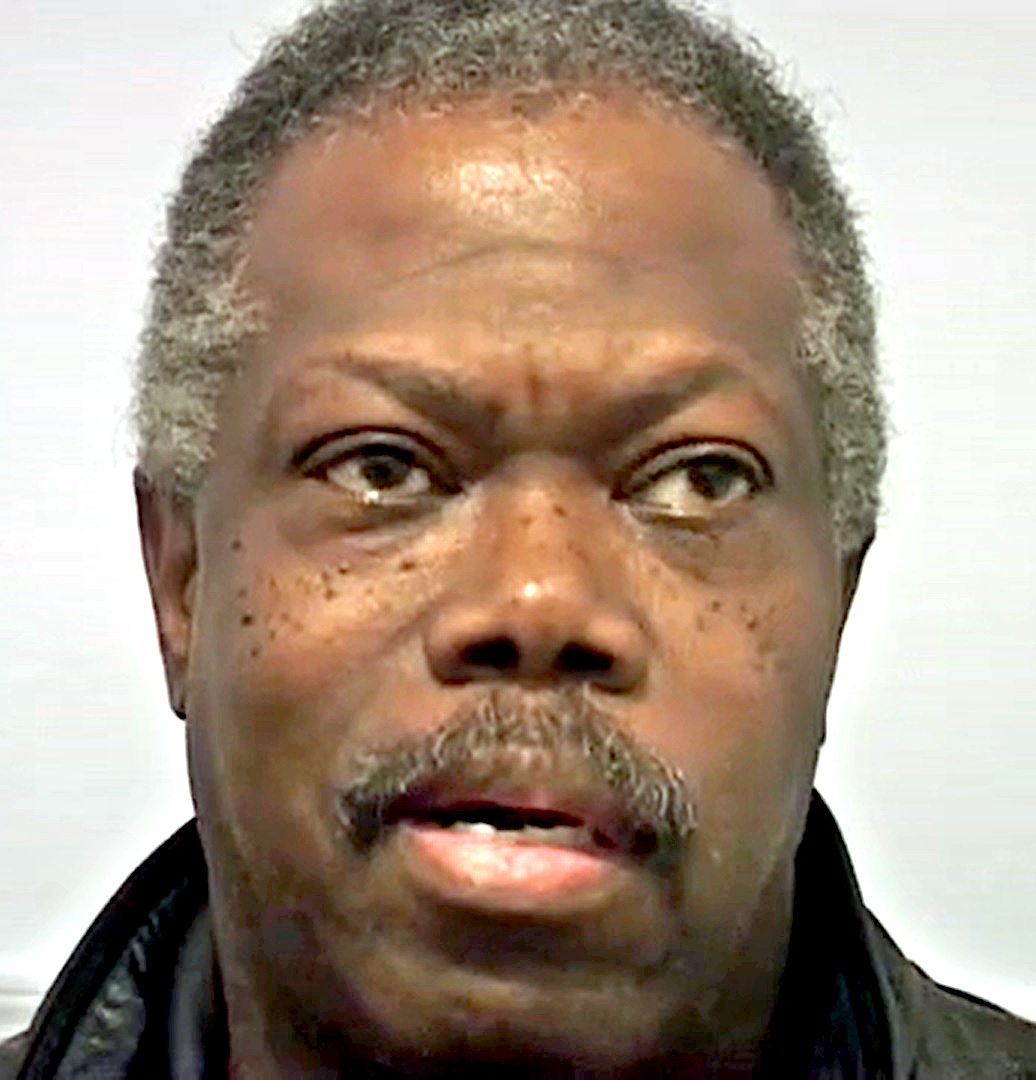
McPhee circa 2004

Joe McPhee (Miami, 3 novembre 1939) è un sassofonista e trombettista statunitense.

## Discografia parziale
- Underground Railroad (CjR, 1969)
- Nation Time (CjR, 1971)
- Black Magic Man (HatHut, 1971 [1975])
- At WBAI's Free Music Store, 1971 (HatHut, 1971 [1996])
- Trinity (CjR, 1972) con Harold E. Smith & Mike Kull
- Pieces of Light (CjR, 1974) con John Snyder
- The Willisau Concert (HatHut, 1976) featuring John Snyder & Makaya Ntshoko
- Tenor (HatHut, 1977) – pubblicato come Tenor & Fallen Angels nel 2000
- Rotation (HatHut, 1976 [1977])
- Graphics (HatHut, 1977 [1978])
- Variations on a Blue Line (HatHut, 1977 [1979])
- Glasses (HatHut, 1977 [1979])
- MFG in Minnesota (HatHut, 1978) con Milo Fine & Steve Gnitka
- Old Eyes (HatHut, 1980) – pubblicato come Old Eyes and Mysteries nel 1992
- Tales and Prophecies  (HatHut, 1981) con André Jaume
- Topology (HatHut, 1981)
- Oleo (Hat Hut, 1982) – pubblicato come Oleo & A Future Retrospective nel 1993
- Visitation (Sackville, 1985) con the Bill Smith Ensemble
- Songs and Dances (CELP, 1987) con André Jaume & Raymond Boni
- Linear B (Hat Hut, 1990)
- Élan • Impulse (In Situ, 1991) con Daunik Lazro
- Impressions of Jimmy Giuffre (CELP, 1992)
- The October Revolution (Evidence, 1994 [1996]) con Rashied Ali, Borah Bergman & Wilber Morris
- Sweet Freedom - Now What? (HatArt, 1995) con Lisle Ellis & Paul Plimley
- McPhee/Parker/Lazro (Vand'Oeuvre, 1995 [1996]) con Evan Parker & Daunik Lazro
- Common Threads (Deep Listening, 1995)
- A Meeting in Chicago (Eighth Day Music, 1996 [1997]) con Ken Vandermark & Kent Kessler
- As Serious As Your Life (Hat Hut, 1996)
- Legend Street One (CIMP, 1996)
- Legend Street Two (CIMP, 1996)
- Inside Out (CIMP, 1996) con David Prentice
- Finger Wrigglers (CIMP, 1996) con Michael Bisio
- Specific Gravity  (Boxholder, 1997 [2001]) con Joe Giardullo
- The Brass City (Okka Disk, 1997 [1999]) con Jeb Bishop
- Chicago Tenor Duets (Okka Disk, 1998 [2002]) con Evan Parker
- Zebulon (CIMP, 1998 [1999]) con Michael Bisio
- The Dream Book (Cadence Jazz, 1998 [1999]) con Dominic Duval
- Soprano  (Roaratorio, 1998 [2007)
- In the Spirit (CIMP, 1999)
- No Greater Love (CIMP, 1999 [2000])
- Emancipation Proclamation: A Real Statement of Freedom (Okka Disk, 1999 [2000]) con Hamid Drake
- Grand Marquis (Boxholder, 1999) con Johnny McLellan
- Manhattan Tango (Label Usine, 2000 [2004]) con Jérôme Bourdellon
- Port of Saints (CjR, 2000 [2005]) con Michael Bisio, Raymond Boni & Dominic Duval
- Voices & Dreams (Emouvance, 2000 [2001]) con Raymond Boni
- Angels, Devils & Haints  (CjR, 2000 [2009]) con Michael Bisio, Dominic Duval, Claude Tchamitian & Paul Rogers
- Mister Peabody Goes to Baltimore (Recorded, 2000 [2001])
- Remembrance (CjR, 2001 [2005]) con Michael Bisio, Raymond Boni & Paul Harding
- Tales Out of Time (Hat Hut, 2002 [2004]) con Peter Brötzmann
- A Parallax View (Slam, 2003 [2006]) con Paul Hession
- Between (Ohrai, 2003) con Sato Makoto
- Everything Happens for a Reason (Roaratorio, 2003 [2005])
- In Finland (Cadence Jazz, 2004 [2005]) con Matthew Shipp & Dominic Duval
- Next To You (Emouvance, 2004 [2005]) con Raymond Boni, Daunik Lazro & Claude Tchamitchian
- Guts (Okkadisk, 2005) con Peter Brötzmann, Kent Kessler & Michael Zerang
- The Open Door (CIMPoL, 2006) con Dominic Duval
- Voices: 10 Improvisations (Mode, 2006 [2008]) con John Heward
- Red Morocco  (2006)
- Tomorrow Came Today (Smalltown Superjazz, 2007) con Paal Nilssen-Love
- Alto (Roaratorio, 2009)
- Magic (Not Two, 2009) con Mikołaj Trzaska, Dominic Duval & Jay Rosen
- The Damage Is Done (Not Two, 2009) con Peter Brötzmann, Kent Kessler & Michael Zerang
- Blue Chicago Blues (Not Two, 2010) con Ingebrigt Håker Flaten
- Creole Gardens (A New Orleans Suite) (NoBusiness, 2011) con Michael Zerang
- Brooklyn DNA (Clean Feed, 2012) con Ingebrigt Håker Flaten
- What/If/They Both Could Fly (Rune Grammofon, 2012) con Evan Parker
- Ithaca (8mm Records, 2012) con Eli Keszler
- Red Sky (PNL, 2013) con Paal Nilssen-Love
- Sonic Elements (Clean Feed, 2013)
- Tree Dancing (Otoroku, 2019) con Chris Corsano, Lol Coxhill & Evan Parker
- Echoes (Rune Grammofon, 2023) con Fire! Orchestra